# San Lucas Tecopilco
San Lucas Tecopilco là một đô thị thuộc bang Tlaxcala, México. Năm 2005, dân số của đô thị này là 2623 người.